# Elayadi Barbes
Elayadi Barbes (în arabă العياضى برباس) este o comună din provincia Mila, Algeria.
Populația comunei este de 6.459 de locuitori (2008).